# Skønvirke
Skønvirke var et dansk tidsskrift, etableret 1914, for kunstindustri og bruges i dag også som en betegnelse for en særlig dansk stilretning; en blanding af Jugendstil (tysk), Art nouveau (fransk), Arts and Crafts (engelsk) på den ene side og nordisk nationalromantik på den anden. Stilen blomstrede i samme periode som nationalromantikken, dvs. ca. 1895–1915.
Tidsskriftet blev lanceret af arkitekten Caspar Leuning Borch, der sammen med Anton Rosen var ledende eksponenter for stilen. Leuning Borch spillede også en hovedrolle i dannelsen af Selskabet for dekorativ Kunst, stiftet 1901. Første gang, han anvendte begrebet, var i et udstillingskatalog i 1907. Den altoverskyggende person inden for stilretningen er multikunstneren Thorvald Bindesbøll.

## Arkitektur
Leuning Borchs villa Solheim i Vedbæk for farvefabrikant Walter Stelling med observatorium og et norsk lysthus (1903–04) ses ofte som en opsummering af dyderne i Skønvirke: Anvendelsen af danske materialer (tegl, granit og træ) og historisk dansk byggeskik (bindingsværk), en pittoresk og assymmetrisk komposition af bygningskroppen koblet med forskellige dekorative enkeltheder fra jugendstilen. Inspiration fra japansk kunst ses også til tider i skønvirkestilen, især i fornyelsen af ornamentikken, der blev domineret af svungne linjer, vilde blomster, insekter og havets flora og fauna.
Inspirationen fra udlandet var varierende – nogle arkitekter optog mange træk fra jugendstilen, således Rolf Schroeder, mens andre, såsom P.V. Jensen Klint, holdt sig udelukkende til danske historiske forbilleder. For mange, især Jensen Klint, var Skønvirke også et oprør mod industrialiseringen af håndværket og en tilbagevenden til det personlige aftryk i materialet.
Andre centrale skikkelser omkring tidsskriftet var Jensen Klint og Jens Møller-Jensen, og andre aktører, der knyttes til Skønvirke-æstetikken, er bl.a. Aage Langeland-Mathiesen og Knud V. Engelhardt, arkitekten Hack Kampmann i samarbejde med Karl Hansen Reistrup, der byggede Marselisborg Slot og Aarhus Teater, Herman A. Kählers keramiske værksted samt Martin Nyrop med bl.a. Københavns Rådhus, der blev tidens væsentligste monument og et vidnesbyrd om den stræben mod et Gesamtkunstwerk, der var typisk for Skønvirke. Arkitekten Carl Brummer var ikke en central skikkelse i dette miljø, men hans nybarokke villaer i Ryvangen deler skønvirkeæstetikken. Brummer var dygtig til at formidle sin arkitektur i udlandet via samtidens fagtidsskrifter, og hans villaer blev publiceret i Tyskland og Mellemeuropa.

## Keramik og dekorativ kunst
Især keramikken blev en mulighed for at skabe personligt udformede ting, og kunstkeramikken blev et blomstrende felt kræfter såsom Bindesbøll, J.F. Willumsen og familien Skovgaard, især Joakim Skovgaard. Men også de store virksomheder var med på moden og satte genstande i produktion, således Den kongelige Porcelainsfabrik og Aluminia (bl.a. Christian Joachim og Harald Slott-Møller), Bing & Grøndahl og Georg Jensen Sølvsmedie.
Møbelkunsten blev et virkefelt for bl.a. Nyrop, Bindesbøll og Anton Rosen.
Malerirammen blev også en udfordring for håndens arbejde, som blev taget op i opposition til maskinsnedkeriets produkter, hvilket ses af bl.a. Harald Slott-Møller (Dansk landskab, 1891) og J.F. Willumsen (Jotunheim, 1892–93). Rammerne blev en forlængelse af billedernes fortællinger eller stemninger.

## Kunsthåndværk
Kunsthåndværket oplevede generelt en opblomstring i skønvirketiden. Vævning, knipling, filering og hedebosyning var gamle håndværk, der blev taget op igen, og til bl.a. broderi leverede Clara Wævers broderiforretning (1890–1917) mønstre. På Jenny la Cours (1849–1928) væveskole på Askov Højskole og på Dansk Husflidsselskabs Vævestuen i København, oprettet 1913, vævede kunstnerne med inspiration fra nordiske og især danske almuevævninger. Billedvævningen blev genoptaget med fx Kristian Møhls (1876–1962) naturalistiske og mytiske tegninger til Mette Westergaards (1866–1951) vævninger.
Lorenz Frølich udførte nogle forlæg til en serie gobeliner til Københavns Rådhus med udgangspunkt i sine illustrationer til Adam Fabricius' (1822–1902) Illustreret Danmarkshistorie (1854–55). De blev vævet 1902–20 under ledelse af Dagmar Olrik, mens Joakim Skovgaards billedtæpper med bl.a. folkevisemotiver til Christiansborg Slot (1920–26) vævedes af Kristiane Konstantin-Hansen (1848–1925), Johanne Bindesbøll (1851–1934) og Georgia Skovgaard (1893–1973).
I Sønderjylland, der dengang endnu var under preussisk herredømme, var den tyske jugendstil og Heimatschutz-stil levende, hvilket sammen med skønvirkestilen prægede Skolen for Kunstvæveri i Skærbæk (1896–1904), oprettet af præsten Johannes Jacobsens (1854–1919).